# Bakkavör
Bakkavör — британская компания, работающая в пищевой промышленности. Компания была основана в 1986 году в Рейкьявике (Исландия), но с 2017 года штаб-квартира располагается в столице Великобритании.

## История
Компания была основана в 1986 году братьями Лидюром и Аугустом Гвюдмюндссон (Lýdur и Ágúst Gudmundsson), первоначально занималась экспортом икры трески. 
В 1990-х и 2000-х года компания намного расширила географию деятельности, купив компании по производству готовых блюд в Великобритании, США и других странах. 
Во время мирового экономического кризиса 2008 года компания оказалась на грани банкротства. 
В январе 2016 года компания Bakk AL Holdings Limited, принадлежащая Аугустом и Лидюром Гвюдмюндссон и управляющим фондам The Baupost Group, приобрела акции компании, увеличив свою долю до примерно 89 % от всех выпущенных акций.
В ноябре 2017 года компания сменила регистрацию на британскую и разместила свои акции на Лондонской фондовой бирже.

## Деятельность
Продукция компании включает готовые блюда, изделия из теста (лепёшки, фокаччи, пиццы, буррито, хлеб на закваске), хумус, супы и соусы, различные закуски. 
Продукция в основном реализуется через сети супермаркетов.
На Великобританию приходится 83 % выручки, на США — 12 %, на Китай — 5 %.